# Armani Moore
Armani Moore, né le 25 mars 1994, à Swainsboro, en Géorgie, est un joueur américain de basket-ball. Il évolue au poste d'arrière.

## Palmarès
- Champion de Pologne 2017
- Coupe de Pologne 2017